# Hôtel des Célestins
L'hôtel des Célestins est un ancien hôtel de Vichy, dans le département français de l'Allier, construit en 1929 dans un style art-déco. Il abrita le ministère de l'Intérieur pendant la Seconde Guerre mondiale sous l'État français puis fut transformé après guerre en lycée public pour filles, le lycée des Célestins puis dans les années 60 en collège public mixte, l'actuel collège des Célestins. Le nom de Célestins vient de la proximité de l'ancien monastère des Célestins, qui a aussi donné son nom à la source de Vichy Célestins toute proche.
Il ne doit pas être confondu avec l'actuel spa-hôtel Les Célestins, construit en 1989, à la place de l'ancien hôtel Queen's dans le quartier thermal de Vichy.

## Localisation
Le bâtiment se situe  en bordure du Vieux Vichy, à l'angle de la rue du Maréchal-Lyautey et de la rue Gallieni, face à la petite place de la Victoire et à la médiathèque de la ville. Il donne sur le parc des Célestins, parc qui domine la source éponyme. Avec l'hôtel Mondial, il était l'un des seuls hôtels de grande taille non situé dans le quartier thermal de la ville.
À l'époque de l'hôtel, le bâtiment était dans un environnement plus thermal, puisque étaient encore actifs les bains et la source Lardy — à l'actuel emplacement du pôle universitaire homonyme — et la source Dubois (d) qui était située elle à l'actuel emplacement de la médiathèque.

## Caractéristiques
Immeuble en angle aigu de huit étages, avec les trois derniers en retrait, il est construit en béton dans un style Art déco. L'entrée se situait alors rue de Nîmes (actuelle rue du Maréchal-Lyautey), protégée par une grande marquise. Le hall, le salon et la salle à manger étaient ornés de fer forgé, de vitraux dont certains de Francis Chigot et de luminaires de même style.
L'hôtel offrait 160 chambres, toutes avec le chauffage central, la plupart équipées de cabinet de toilettes et de WC. Le sous-sol était principalement occupé par la cuisine organisée de manière très rationnelle pour l'époque avec une pâtisserie, une chambre froide, un garde-manger, une cave à vins et une cave à champagne, un réfectoire pour le personnel, une laverie, une lingerie et des soutes à charbon.

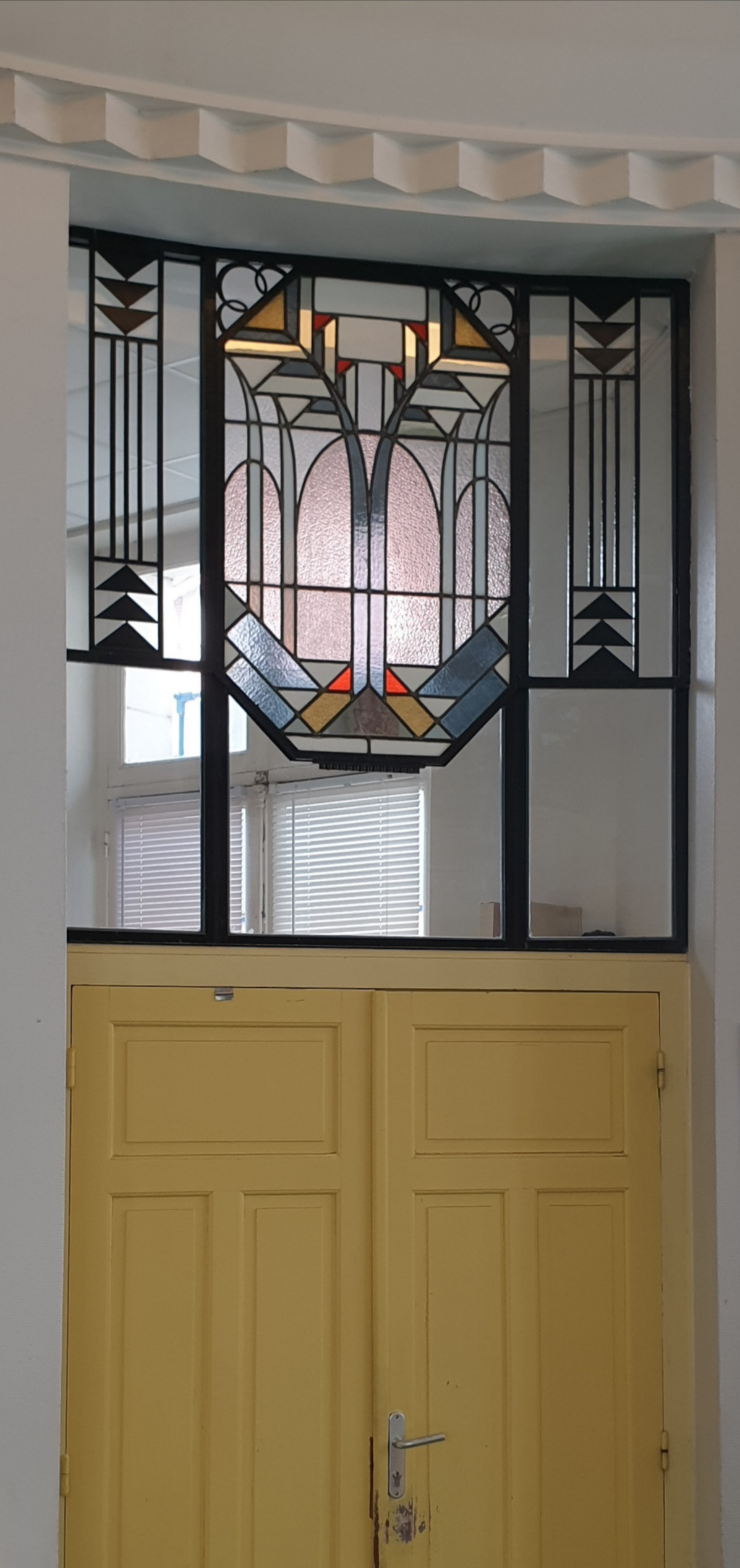
Un des vitraux encore présents dans le collège

60 personnes étaient employées par l'hôtel dont 9 cuisiniers, 1 caviste, 2 grooms et 2 chasseurs qui effectuaient les courses dans la ville pour les clients.
Plusieurs éléments originaux de l'hôtel subsistent dans le collège aujourd'hui. À l'extérieur, façades, moulures et garde-fous et portes en fer forgés ont été conservées ainsi qu'à l'intérieur, la rampe d'escalier (avec quelques modifications), les luminaires du rez-de-chaussée et des vitraux
Une grande peinture contemporaine murale d'une trentaine de mètres de haut représentant une envolée de feuilles dorées sur un fond bleu a été peinte par Valérie Brunel sur la façade aveugle du lycée.

## Histoire

### Anciens hôtels

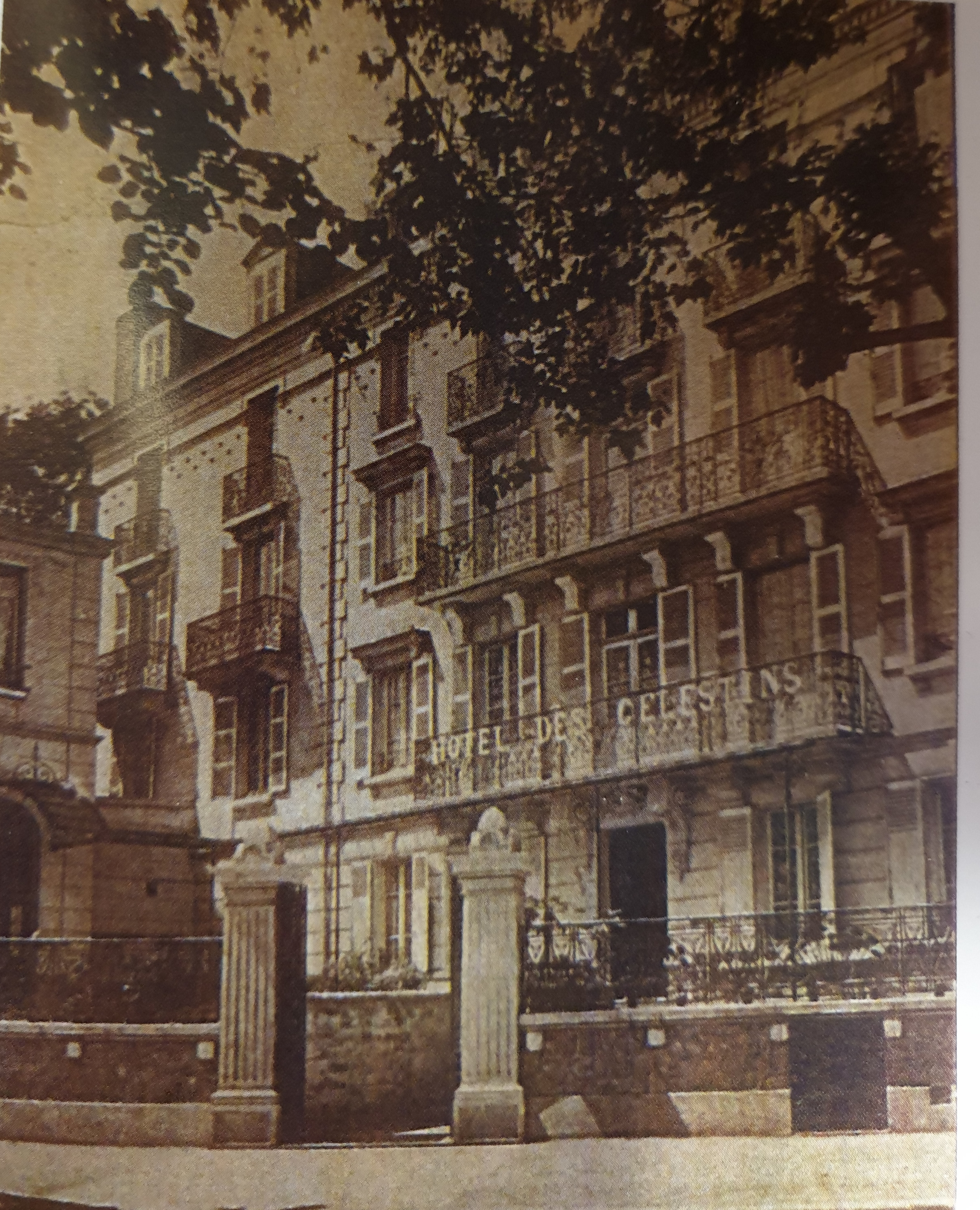
L'ancien hôtel des Célestins détruit en 1927 vu depuis la rue de Nîmes (aujourd'hui rue du Maréchal Lyautey)

On retrouve trace d'un hôtel des Célestins à cet emplacement sur le plan de Vichy de 1846. L'hôtel reste en activité ensuite car il est indiqué dans différents plans ou guides successifs de la ville : plan Piesse de 1854, guide Bougarel de 1863 et le guide du docteur Barthez de 1865. Il change plusieurs fois de propriétaire, un dénommé Pouchol en est propriétaire en 1863, puis Michel Gabriel en 1865. En 1908, Michel Brun en fait l'acquisition. Il le fait surélever par l'architecte Fleury. L'hôtel comprend alors trois étages avec balcons plus un étage de combles. L'hôtel a son entrée rue de Nîmes (actuelle rue du Maréchal-Lyautey) avec une terrasse en partie protégée par une marquise et faisant face à la source Dubois (emplacement aujourd'hui occupé par la médiathèque Valéry-Larbaud), l'autre façade de l'hôtel donnant sur le parc des Célestins. Une petite maison en angle sépare alors l'hôtel de la place du Château-d'eau (actuelle place de la Victoire).

### Hôtel moderne 1929-1942

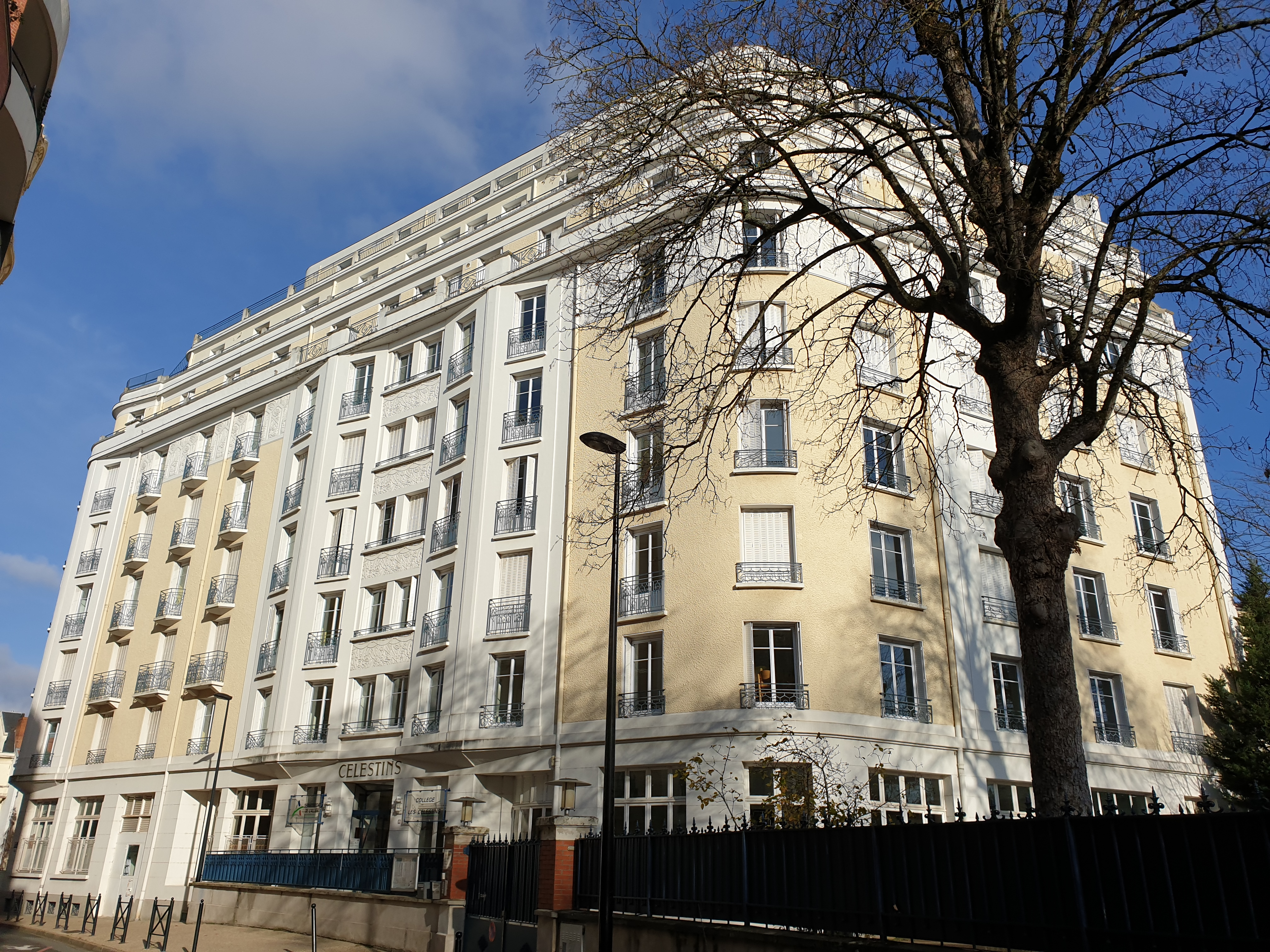
Le bâtiment vu depuis la rue Gallieni, beaucoup plus massif que le premier hôtel

Un jour de novembre 1927, en début de soirée, un important incendie se déclare dans les combles de l'hôtel et ravage les étages supérieurs. Les étages inférieurs sont eux sérieusement abimés par l'eau qui a du être déversée  pour éteindre l'incendie. Le propriétaire décide de détruire ce qui reste et de reconstruire un hôtel neuf, plus grand que l'ancien. Il racheta la maison qui faisait l'angle avec la place de la Victoire et la fit raser.
Il choisit Gilbert Bonnet, un architecte vichyssois, qui va construire un grand hôtel en angle, haut de huit étages dans le style Art déco de l'époque, avec les derniers étages en retrait. Il ouvre le 1er juillet 1929 après deux ans de construction. L'hôtel change de standing par rapport au précédent et se trouve classé en 1re catégorie. De 1931 jusqu'à 1939, il sera également bien noté par le Guide Michelin. En 1936, Maurice Brun meurt en pleine saison thermale et son épouse, Paule Brun, reprend alors la direction de l'hôtel.

### Seconde Guerre mondiale
À partir de 1942, l'hôtel qui avait échappé aux réquisitions de l'été 1940 pour loger les différentes administrations transférées de Paris à Vichy, après l'installation du gouvernement dans la station thermale, est à son tour réquisitionné pour y installer le secrétariat d'État à l'Intérieur,.
Il va être successivement et/ou en même temps occupé par le secrétariat d'État à l'Intérieur, le secrétariat général pour la Police, le secrétariat général pour l'Administration, les Renseignements généraux, l'inspection des Camps et d'internement du territoire, le service de la Circulation et la direction des Journaux officiels.
Avec l'augmentation de l'activité de la résistance locale, le bâtiment sera protégé avec la construction d'un bunker sur l'actuel balcon d'angle du rez-de-chaussée.
En 1945, il devient pour quelques mois un hôpital complémentaire.

### Après guerre: lycée de jeunes filles puis collège

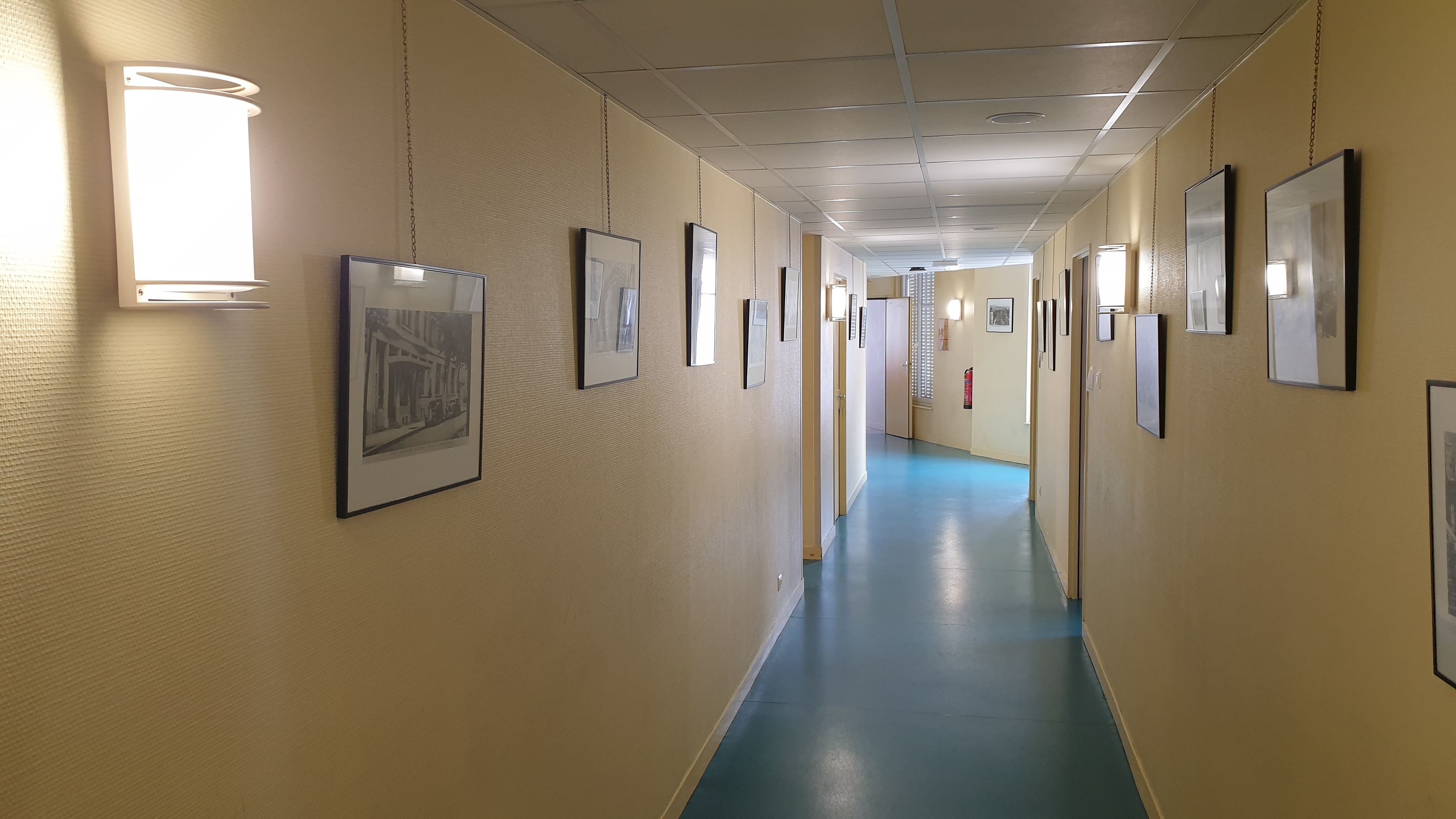
Un des couloirs du collège avec au mur des photos en noir et blanc de l'époque où l'hôtel était en activité

Après guerre, un lycée de jeunes filles est créé à Vichy comme annexe du lycée de jeunes filles Jeanne d'Arc de Clermont-Ferrand et provisoirement abrité à l'hôtel La Restauration. À partir d'octobre 1946, le lycée de jeunes filles emménage  dans l'hôtel des Célestins. Il devient alors lycée d'État. L'internat du lycée s'installe lui à l'hôtel Florida (aujourd'hui détruit), rue de la Source-de-l'Hôpital. En 1963, le lycée de Presles (actuel lycée Albert-Londres), à limite communale entre Vichy et Cusset, est construit et les élèves des classes du lycée des Célestins y sont transférées, le nouveau lycée étant mixte. Ne restent alors aux Célestins que les élèves du premier cycle (collège).

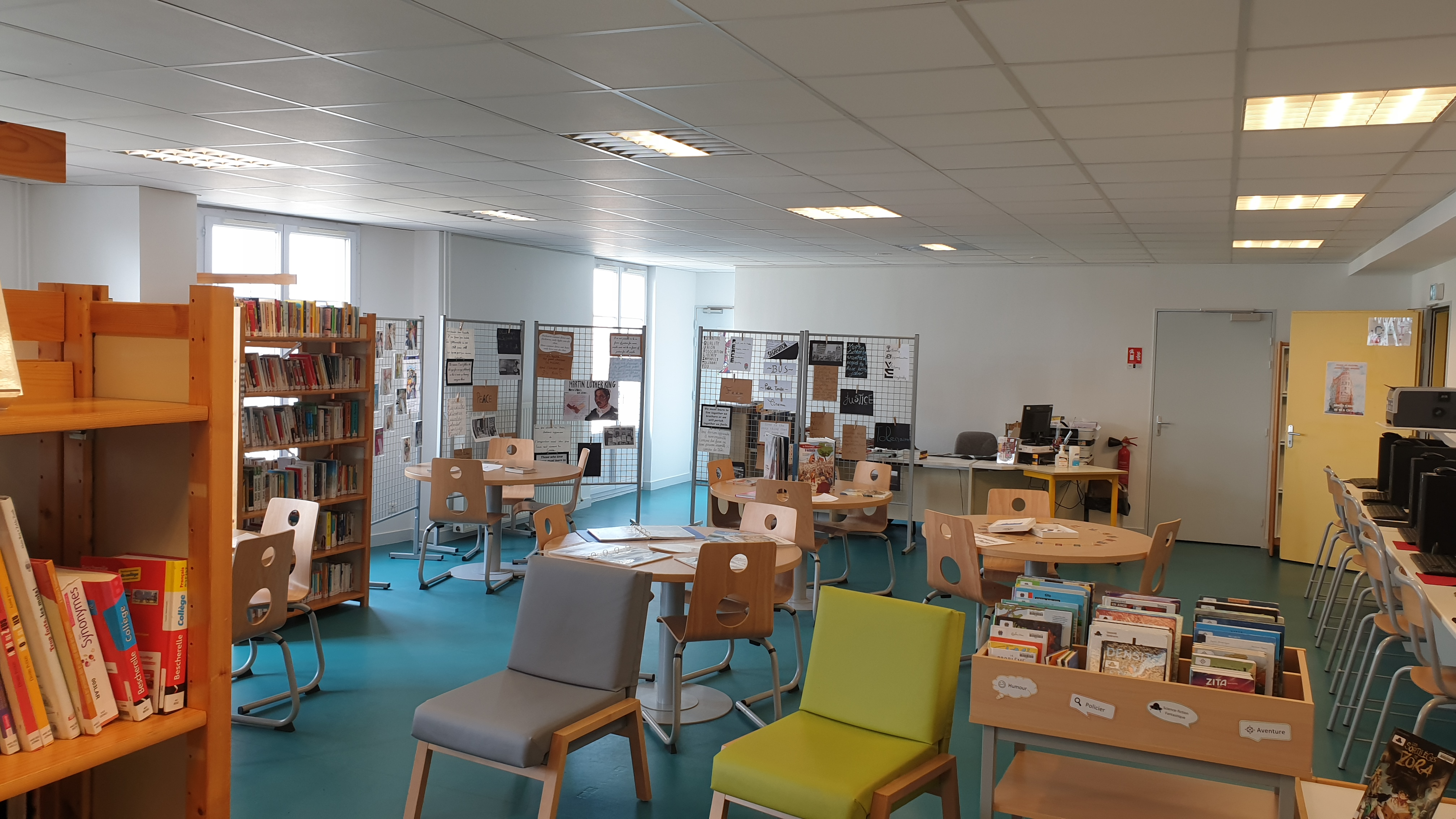
Actuelle bibliothèque (CDI) du collège

À la rentrée de 1966, les Célestins devinrent un collège d'enseignement secondaire (CES) théoriquement mixte (il restera un collège de filles encore plusieurs années). En 1996 et 1998, le bâtiment va subir d'importants travaux pour le rendre plus fonctionnel et le mettre aux normes de sécurité. Les espaces sont redistribués dans les étages et l'escalier du rez-de-chaussée est élargi et déplacé.

## Personnalités ayant fréquenté le bâtiment
- La chanteuse  Nolwenn Leroy (née en 1982) fut élève au collège des Célestins lorsqu'elle habitait Saint-Yorre[3].